# Laguna Tilicura
Laguna Tilicura är en sjö i Chile.   Den ligger i regionen Región del Maule, i den södra delen av landet, 200 km sydväst om huvudstaden Santiago de Chile. Laguna Tilicura ligger 6 meter över havet. Arean är 0,31 kvadratkilometer. Den sträcker sig 0,7 kilometer i nord-sydlig riktning, och 0,8 kilometer i öst-västlig riktning.
I omgivningarna runt Laguna Tilicura växer i huvudsak städsegrön lövskog. Runt Laguna Tilicura är det glesbefolkat, med 13 invånare per kvadratkilometer.